# (12288) Verdun
(12288) Verdun est un astéroïde de la ceinture principale.

## Description
(12288) Verdun est un astéroïde de la ceinture principale. Il fut découvert par Eric Walter Elst le 8 avril 1991 à l'ESO. Il présente une orbite caractérisée par un demi-grand axe de 2,2 UA, une excentricité de 0,111 et une inclinaison de 7,18° par rapport à l'écliptique.
Il fut nommé d'après la ville de Verdun, en France.

## Compléments